# Halictus mongolicus
Halictus mongolicus är en biart som beskrevs av Morawitz 1880. Halictus mongolicus ingår i släktet bandbin, och familjen vägbin. Inga underarter finns listade i Catalogue of Life.